# Michel Delpech &...
Albums de Michel Delpech
Comme vous
(2004) Sexa
(2009)

Michel Delpech &... est le douzième album studio de Michel Delpech et son premier et unique album de duos, sorti en décembre 2006, édité par Universal. Les treize chansons du disque sont toutes des reprises de titres de Michel Delpech en duo, avec un artiste différent. Réalisé et arrangé par Jean-Philippe Verdin, (qui chante aussi en duo sur la chanson Que Marianne était jolie). Cet album fut le retour de Michel Delpech sur le devant de la scène puisqu'il fut n°1 des ventes en France pendant plusieurs mois consécutifs.

## Liste des titres
| No  | Titre                                       | Avec             | Durée |
| --- | ------------------------------------------- | ---------------- | ----- |
| 1.  | Quand j'étais chanteur (1975)               | Alain Souchon    | 4:01  |
| 2.  | Le Loir-et-Cher (1977)                      | Francis Cabrel   | 3:30  |
| 3.  | Toutes les filles (1973)                    | Hubert Mounier   | 3:38  |
| 4.  | Le Chasseur (1974)                          | Julien Clerc     | 3:20  |
| 5.  | Et Paul chantait Yesterday (1970)           | Barbara Carlotti | 3:38  |
| 6.  | Pour gagner des sous (1968)                 | Pierre Vassiliu  | 2:21  |
| 7.  | Chez Laurette (1965)                        | Bénabar          | 3:03  |
| 8.  | L'Amour en wagon-lit (1972)                 | Clarika          | 3:31  |
| 9.  | Pour un flirt (1971)                        | Cali             | 3:35  |
| 10. | Trente manières de quitter une fille (1979) | Michel Jonasz    | 3:43  |
| 11. | Wight Is Wight (1969)                       | Laurent Voulzy   | 3:43  |
| 12. | Loin d'ici (1984)                           | Alexandra Roos   | 2:50  |
| 13. | Que Marianne était jolie (1972)             | Readymade FC     | 3:51  |